# 欧里斯
欧里斯（法語：Aurice，法語發音：[oʁis]）是法国朗德省的一个市镇，属于蒙德马桑区。

## 地理
欧里斯（43°48'51"N, 0°36'17"W）面积17.31 平方千米，位于法国新阿基坦大区朗德省，该省份为法国西南部沿海省份，是法國本土面积第二大的省，北起吉倫特省，西临大西洋，南至大西洋比利牛斯省，东临热尔省，东北与洛特-加龍省接壤。
与欧里斯接壤的市镇（或旧市镇、城区）包括：下莫科、康帕涅、科纳、上莫科、勒勒伊、圣瑟韦。

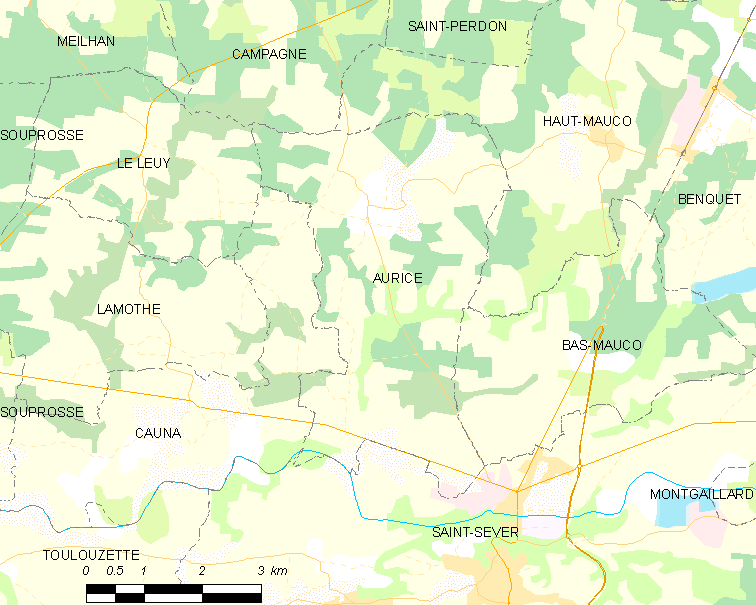
欧里斯的OSM定位图

欧里斯的时区为UTC+01:00、UTC+02:00（夏令时）。

## 行政
欧里斯的邮政编码为40500，INSEE市镇编码为40020。

## 政治
欧里斯所属的省级选区为沙洛斯-蒂尔桑县。

## 人口

1962-2008年间欧里斯人口变化图示

欧里斯于2022年1月1日时的人口数量为629人。